# Mosteiro de São Bento de Mussurepe

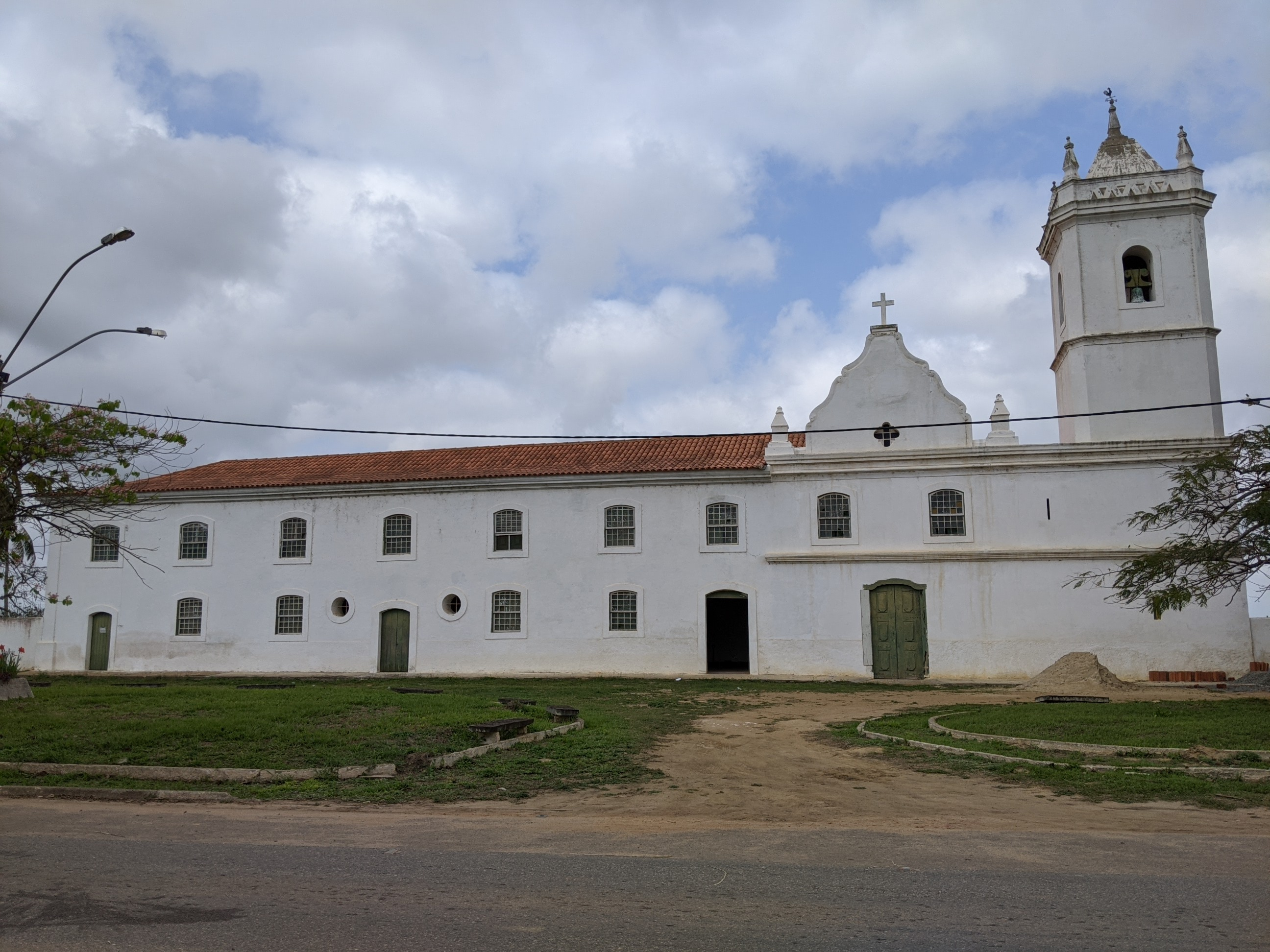

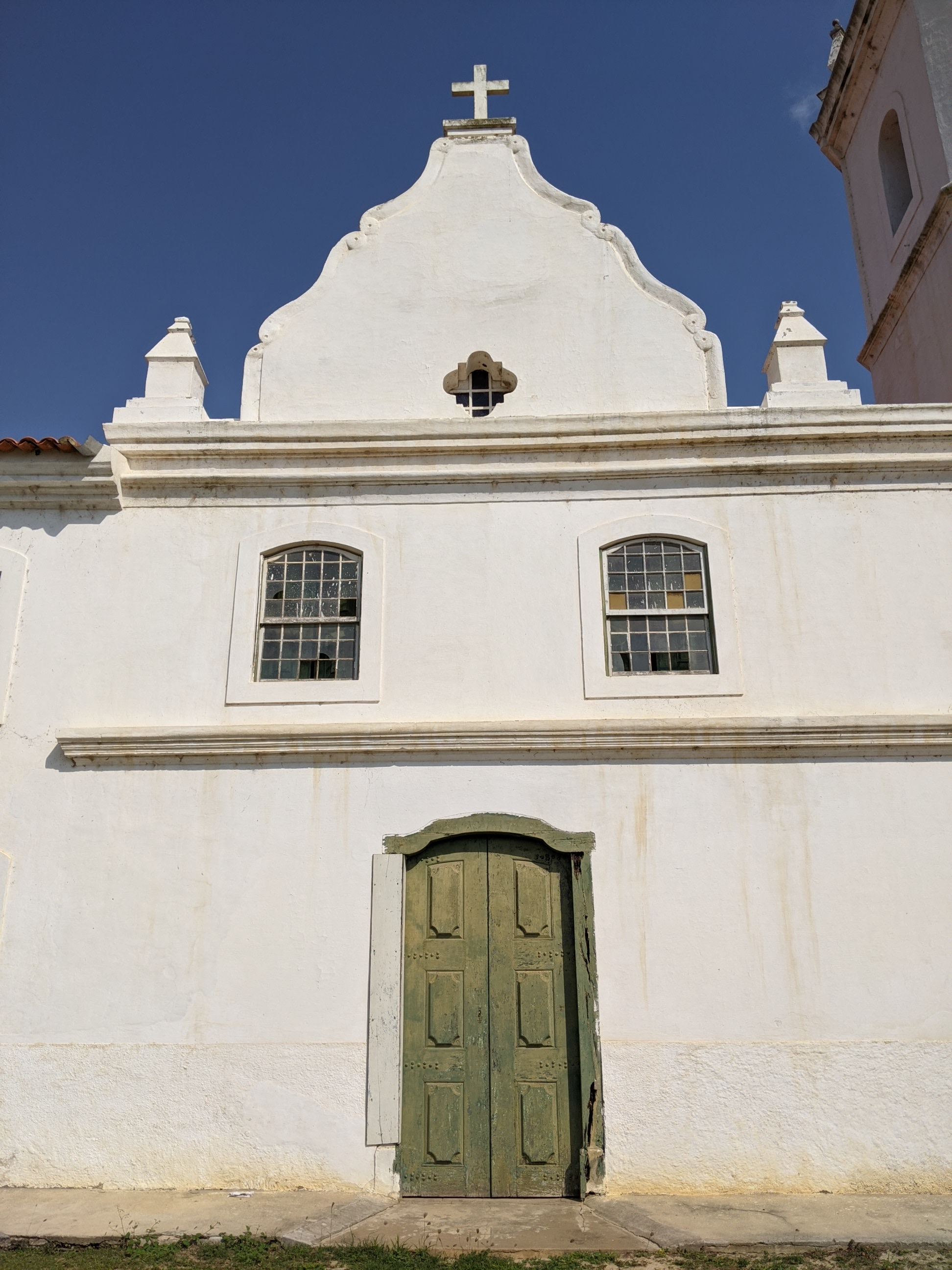

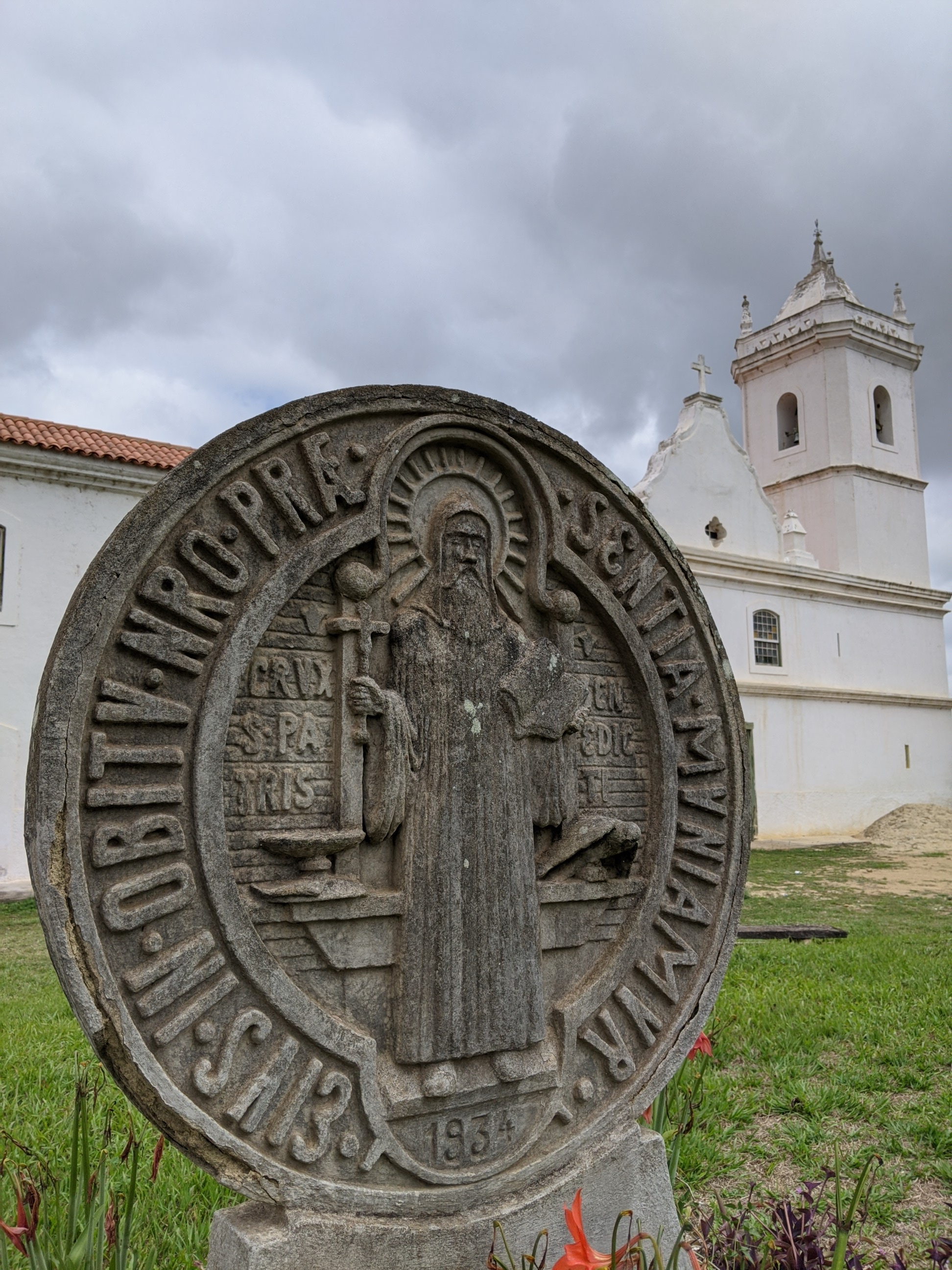

O Mosteiro de São Bento de Mussurepe é um edifício histórico e religioso localizado em Campos dos Goytacazes, no Estado do Rio de Janeiro, região Sudeste do Brasil.

## História
Fundado pelo Frei Bernardo de Montserrat no século XVII (sua construção primitiva data de 1648), o Mosteiro de São Bento de Mussurepe é uma das construções religiosas mais antigas de Campos dos Goytacazes.
Erguido a 31 km do centro da cidade, o Mosteiro encontra-se na área rural do município campista. Uma região de grande importância histórica por ter recebido as primeiras ocupações dos colonizadores – principalmente as ordens jesuíta e beneditina – que realizaram um trabalho de grande importância na interação com os índios, e no processo de colonização na região, assegurado principalmente após suas chegadas.
Como um exemplo da “Escola Beneditina”, o conjunto arquitetônico de Mussurepe é formado pelo Convento, a Igreja, uma oficina e o cemitério, erguidos, principalmente, entre os séculos XVII a XIX, onde o conjunto apresentava uma inovação para a época, que era a estrutura feita em alvenarias em tijolos maciços, pois nesse período, na arquitetura religiosa, eram mais utilizadas a taipa e alvenaria de pedra, dependendo da região.

## Arquitetura
O conjunto arquitetônico de Mussurepe é formado pelo Mosteiro, a Igreja, uma oficina e o cemitério. Toda construção é formada por espessas paredes em tijolos maciços cozidos (com tamanhos variados) e adobe, apresentando planta em forma quadrangular, de dois pavimentos, com pátio central descoberto, telhado de duas águas (com telhas tipo capa-canal) que recobre as suas quatro alas, e prolongamento da ala esquerda (com cobertura de quatro águas de telhas tipo francesa). Ao fundo foi construído um anexo de dois pavimentos que abriga os sanitários com telhado de duas águas e telhas francesas.
As fachadas apresentam cimalha e beiral, e os vãos apresentam verga em arco batido e cercaduras de argamassa. O frontispício da igreja possui frontão abatido, com volutas simples e pináculos nas laterais. 
Apresenta contrafortes voltados para o cemitério, e outro voltado para o Claustro com um sistema de captação das águas pluviais que inclui uma calha, cisterna e fonte.
A Igreja é constituída de adro e nave, separados por arco cruzeiro da capela-mor e do altar-mor. Apresenta três portas, sendo duas de acesso à sacristia, e uma para acesso ao cemitério. O acesso à capela batismal e à escada da torre é feito pelo adro. O coro superior apresenta piso e guarda-corpo (com balaústres) de madeira. O piso é de lajota de barro cozido e as paredes são caiadas. As janelas altas são do tipo guilhotina, e possuem vãos em arco abatido voltados para a fachada lateral direita. O forro é novo e possui madeiramento aparente.

## Livro: O Mosteiro de São Bento do Rio de Janeiro 1590/1990
Por D. Mateus Ramalho Rocha O.S.B.
(...)
O segundo pilar da economia do Mosteiro de meados do século XVII até meados do século XVIII foram, depois do engenho de Iguaçu, as suas terras nos Campos da Paraiba.
No ano de 1636 Antônio de Andrade, tabelião na cidade do Rio de Janeiro, deu aos religiosos de São Bento licença para levantar currais e plantar em suas terras dos Campos.. Em 1646, Antônio Pinto, um dos sete Capitães dos Campos dos Goytacazes  doou ao Mosteiro metade de seu quinhão recebido na partilha de 1632. Esta doação é mencionada na Escritura de composição e repartição de currais dos Goitacazes, celebrada em 9 de março de 1648 entre Salvador Correia de Sá e Benevides, o Padre Provincial dos Jesuítas, o Prior do Convento do Carmo do Rio, o Presidente do Mosteiro de São Bento, o Governador Duarte Correia Vasqueanes, o Capitão Miguel Maldonado e o Capitão António Pinto onde se acrescentou uma cláusula segundo a qual cada um deles era livre de dispor de seu quinhão como bem entendesse:
E esta cláusula declarou Antônio Pinto, porque ele havia doado metade de seu quinhão aos Reverendos Padres de São Bento.
Em 1649, o Tabelião Antônio de Andrade doou ao Mosteiro duas léguas de terra em quadra, com o encargo de uma missa semanária. Esta doação é significativa, porque nos dá as dimensões da propriedade e nos permite avaliar a extensão das terras que o Mosteiro adquirirá até meados do século XVIII. A estas duas doações seguiram-se mais seis outras, sendo a última feita em 1768.
No Ano de 1683 o Mosteiro recebeu um sítio nos Campos da legítima do Padre Frei Jacinto (da Trindade), como consta do mandado da entrega feita nesta cidade aos 6 de janeiro de 1683. E em 1687 tomou posse das fazendas de Pero de Souza Pereira nos Campos por cabeça do seu religioso Fr. João de Souza e por doação feita por escritura de 9 de janeiro de 1687.
Além de receber estas doações, o Mosteiro fez também várias com: pras nas terras de Campos, num total de 26. A primeira destas com pras foi a de um chão na Vila de Campos, feita a João Correia e Souza, em 4 de maio de 1641, e a última em 4 de janeiro de 1757, feita a D. Mariana Pedrosa de Morais, perto da Ponta de São Tomé, por 180$000 réis. Duas destas compras ficaram famosas a que foi feita aos herdeiros do Capitão Francisco Viegas Leitão, nos Campos de Areia, em 12 de outubro de 1753, por vinte mil cruzados e 395$800 réis e a fazenda que pertenceu ao Capitão José Freire de Souza, chamada de Martim Correia, que estendeu deu as terras do Mosteiro até a Lagoa Feia. Foi adquirida por quarenta e cinco mil cruzados. Para poder efetuar esta transação, o Mosteiro tomou um empréstimo de vinte mil cruzados a juros,
para fazer o primeiro pagamento, ajustando fazer os outros com dois mil cruzados cada um ano, fazendo-se de tudo escritura aos 9 de novembro de 1753. Pela quantia do seu valor se deve medir a grandeza da fazenda [e] as boas intenções do Prelado que a comprou [o Abade Padre Mestre Jubila do Frei Antônio de São Bernardo].
Ao instituir o Morgado para seu segundo filho, em 1668, o General Salvador Correia de Sá e Benevides se apossou da maior parte das terras doadas por Antônio de Andrade ao Mosteiro em 1649, incluindo-as no Livro do Morgado. O Mosteiro não deixou de defender seus direitos. Sustentou longa questão com os Viscondes de Asseca, donos das terras do Morgado, em Campos, a qual só veio encerrar-se com a composição amigável celebrada e assinada em 26 de março de 1774.
Não se sabe com exatidão quais as dimensões das terras que o Mosteiro possuía ali no século XVIII, quando se fizeram as últimas compras. Os registros paroquiais dessas propriedades, feitos em 18561857 não nos permitem uma avaliação precisa, pois dão ape nas os limites. O que restava ainda no ano de 1917 se repartia pelas Freguesias de S. Salvador (cidade e região rural), São Sebastião e N.S. do Amparo de São João da Barra Na Freguesia de São Sebastião começavam no Taí e iam até a Lagoa Feia. Nos séculos XVIII-XX o Mosteiro aforou grande parte dessas terras e vendeu outras. À parte os terrenos aforados, cuja área não está dimensionada, do imenso patrimônio do século XVIII e começo do século XIX só restam hoje, com domínio direto, uns minguados 117 hectares.
De meados do século XVII até cerca de 1763 a principal atividade do Mosteiro em Campos foi a pecuária. Como vimos, em 1636 os monges obtiveram licença de Antônio de Andrade para levantar currais e plantar nas suas propriedades, naquela região. O primeiro padre fazendeiro de Campos foi Frei Fernando de São Bento, que também servia de pároco e vigário. No ano de 1652 encontramos ali 4350 cabeças de gado vacum, distribuídas por diversos currais, servidos por 62 escravos. Em 1660 havia 25 currais, com 8443 cabeças de gado vacum e 89 escravos. Todos os anos eram enviados dos nossos currais de Campos 700 bois, divididos em quatro boiadas, que se remetem pela Páscoa, São João, São Miguel e Natal, para serem vendidos aos carniceiros da cidade ou serem abatidos e vendidos a retalho no açougue que o Mosteiro mantinha em seu terreno.
Para descanso das boiadas, o Mosteiro levantou currais próprios em Cabo Frio e Maricá. Em 1697 comprou a Manoel Rodrigues Raimundo e sua mulher, Maria da Silva, uma sorte de terra no Icaraí (Niterói), no local chamado São Domingos, para descanso final dessas boiadas, enquanto não eram embarcadas da Praia Grande (Niterói) para a banda de cá da baía de Guanabara, e pagou por este terreno a quantia de 500$000 réis, a ser saldada por dez bois em cada boiada que vier de Campos.
Pelos anos de 1763-1766 diversificou-se a produção da nossa fazenda de Campos, com a introdução do plantio de cana-de-açúcar, e levantou-se um engenho. Para construi-lo, o Mosteiro tomou em prestada a quantia de 4000 cruzados a juros. Como os demais engenhos da região, era certamente movido à força animal.
Em 1787 surgiu mais um engenho, ou melhor, uma engenhoca, como era chamado. Pelo que registram os Estados, não era grande a capacidade produtiva do primeiro engenho. Em quatro anos (1766-1770) foram embarcadas para o Rio de Janeiro 106 caixas (de 48 arrobas, em média, cada uma). Em 1777-1781 vieram 93 caixas com um total de 4010 arrobas. Em seu relatório de 1763, o Abade Frei Gaspar da Madre de Deus já apontava os si sinais de decadência daquela fazenda. Embora o engenho tivesse sido levantado em seu governo, ele não tinha esperanças de que durasse muito: nem poderá subsistir muitos anos por ficarem as lenhas distantes do lugar onde o edificaram.
Em 1817 a fazenda rendia apenas dois contos de réis, que era a soma que se despendia anualmente.
Os mesmos gados tinham chegado a um tal estado de diminuição, que já se não podia tirar daqueles pastos animais sem prejuízo da fazenda.
A lenha para o engenho era trazida de mais de uma légua de distância. Já em 1799 a fazenda fora colocada à venda, em edital público. Não foi vendida talvez por falta de compradores.
Apesar de tantas dificuldades, o engenho subsistiu e, no segundo triênio do Abade Frei José da Purificação Franco (1866-1869), foi substituído por um outro, a vapor, de oito cavalos, com novas moendas de ferro, quatro caldeiras, duas bombas a vapor para passagem do vinho e um alambique com capacidade de produzir duas pipas de aguardente por dia. No triênio de 1869-1872, durante o qual se proclamou a libertação dos escravos beneditinos (30/09/ 1871), a fazenda apresentava um saldo positivo receitas e despesas, mas, em 1872-1875, registrava uma receita de 63:810$770 réis, na qual o açúcar entrava com 20:106$400 réis. O resto era de arrendamentos.
Em seu relatório de 1875, declarava o Abade Frei Manuel de São Caetano Pinto:
A libertação dos nossos escravos trouxe como consequência o aniquilamento desta fazenda.
Passou a dar apenas arrendamentos, cujo recebimento pelo Mosteiro ro deixou de ser registrado a partir de 1891.
(...)